# Burg Steen
Die Burg Steen am rechten Scheldeufer ist die Stadtburg von Antwerpen.

## Geschichte
Die erste erhaltene urkundliche Erwähnung der Burg zu Antwerpen datiert auf das 12. Jahrhundert. Doch befand sich hier eine Burg bereits zur Zeit der Karolinger im 9. Jahrhundert. 879 überfielen die Normannen Flandern. Unter den Ottonen entstand um 974 die Markgrafschaft Antwerpen als Grenzmark, mit Gottfried dem Gefangenen als erstem Markgrafen, die als Lehen den Herzögen von Niederlothringen unterstand. Das Herzogtum gehörte zum Heiligen Römischen Reich, während auf dem gegenüberliegenden Ufer der Schelde die Grafschaft Flandern lag, die dem französischen König als Lehnsherrn unterstand. Von 1076 bis 1100 war Gottfried von Bouillon der Markgraf von Antwerpen. Graf Gottfried I. von Löwen, Herr der Grafschaft Löwen, erhielt 1106 das Herzogtum Niederlothringen. Sein Urenkel Heinrich I. wurde 1183 auch Herzog von Brabant.
Um 1200 war die Burg Teil der Stadtbefestigung und sollte den Zugang zur Stadt aus der Richtung der Westerschelde schützen. Der erhaltene Bau wurde zwischen 1200 und 1225 als Torbau einer größeren Burganlage der Herzöge von Brabant errichtet. Damit gilt er als ältestes erhaltenes Gebäude der Stadt Antwerpen. Im Jahr 1520 bestimmte Kaiser Karl V., dass die Burg Het Steen („Der Stein“) renoviert und umgebaut werden sollte, um Artillerie aufnehmen zu können. Die Burg wurde fortan s-Heeren Steen genannt; 1549 schenkte er die Burg der Stadt. Später wurde sie als Gefängnis genutzt. Davon zeugt heute noch das Kruzifix über dem Eingang. Es symbolisiert die Stelle, an der zum Tode verurteilte Verbrecher ihr letztes Gebet vor der Hinrichtung zu sprechen hatten.
Das heute erhaltene Gebäude ist nur der Torflügel der ursprünglichen Burg, die im 19. Jahrhundert zum größten Teil abgerissen wurde, als die Quais entlang der Schelde begradigt wurden, um Verschlammung zu verhindern. Innerhalb des Schlosses befanden sich ein Hauptbau, ein Gerichtsgebäude, die Schlosskirche St. Walpurgis sowie im Bereich der heutigen Mattenstraat das Bezaanhuis, das Reuzenhuis und die Niederlassung der Benediktinerabtei Affligem, die auch als Presbyterium diente. Auch die Werft war von den Mauern gesichert, neben dem Schloss lag der Fischmarkt.
Bis 1823 diente der Steen als Gefängnis, anschließend hatte das Gebäude unterschiedliche Bestimmungen, z. B. als Wohnhaus, Sägewerk und Fischlager. Ab 1862 war das Gebäude ein Museum für Altertümer und von 1952 bis 2008 das Nationale Schifffahrtsmuseum. Hier konnten Schiffsmodelle berühmter, historischer Schiffe, ebenso Malereien, nautische Instrumente, Fotos und Dokumente besichtigt werden. Die Sammlung kann jetzt im Museum aan de Stroom besichtigt werden. Die Burg soll künftig als Touristenzentrum genutzt werden.

## Anlage
Über den Urzustand der Burg ist wenig bekannt. Die neuere Anlage aus dem 16. Jahrhundert wurde aber nach den Maßgaben des Adels nach mehr Wohnlichkeit erbaut. Der eigentliche Bergfried existiert nicht mehr. Dagegen wurden massive, palastartige Gebäude gebaut. Über dem Haupteingang ist ein Wehrgang angebracht, der mit Pechnasen bestückt ist. Ein massiver Rundturm mit Zinnen sichert den Eingang an der rechten Seite, ein weiterer Rundturm mit Kegeldach und Pechnasen befindet sich links. Seeseitig wurden Bastionen zur Unterbringung der Artillerie eingebaut. Auffällig ist der Baustil der Anlage. Deutlich hanseatisch geprägt sind die stufenförmigen Dachgiebel.

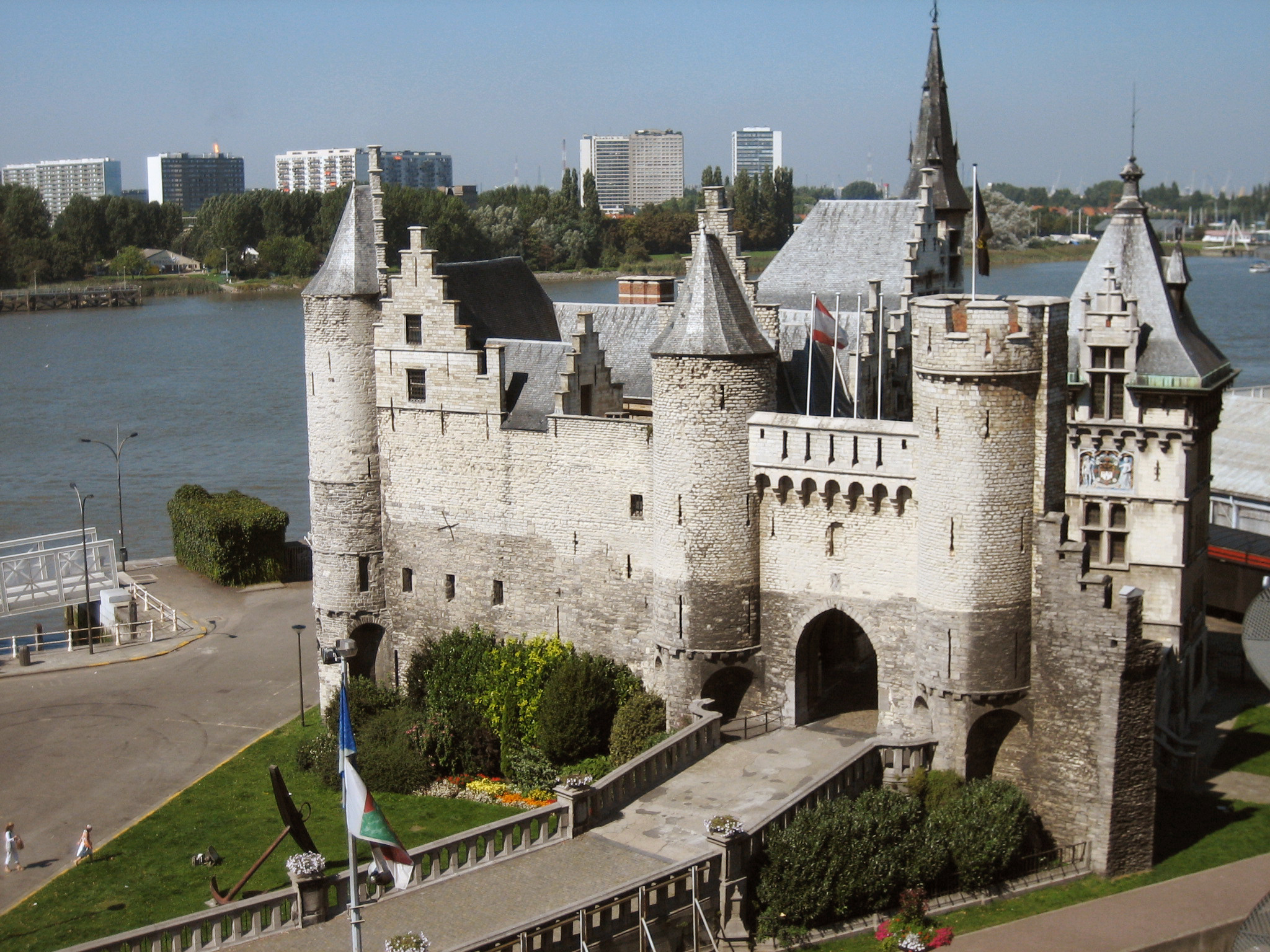
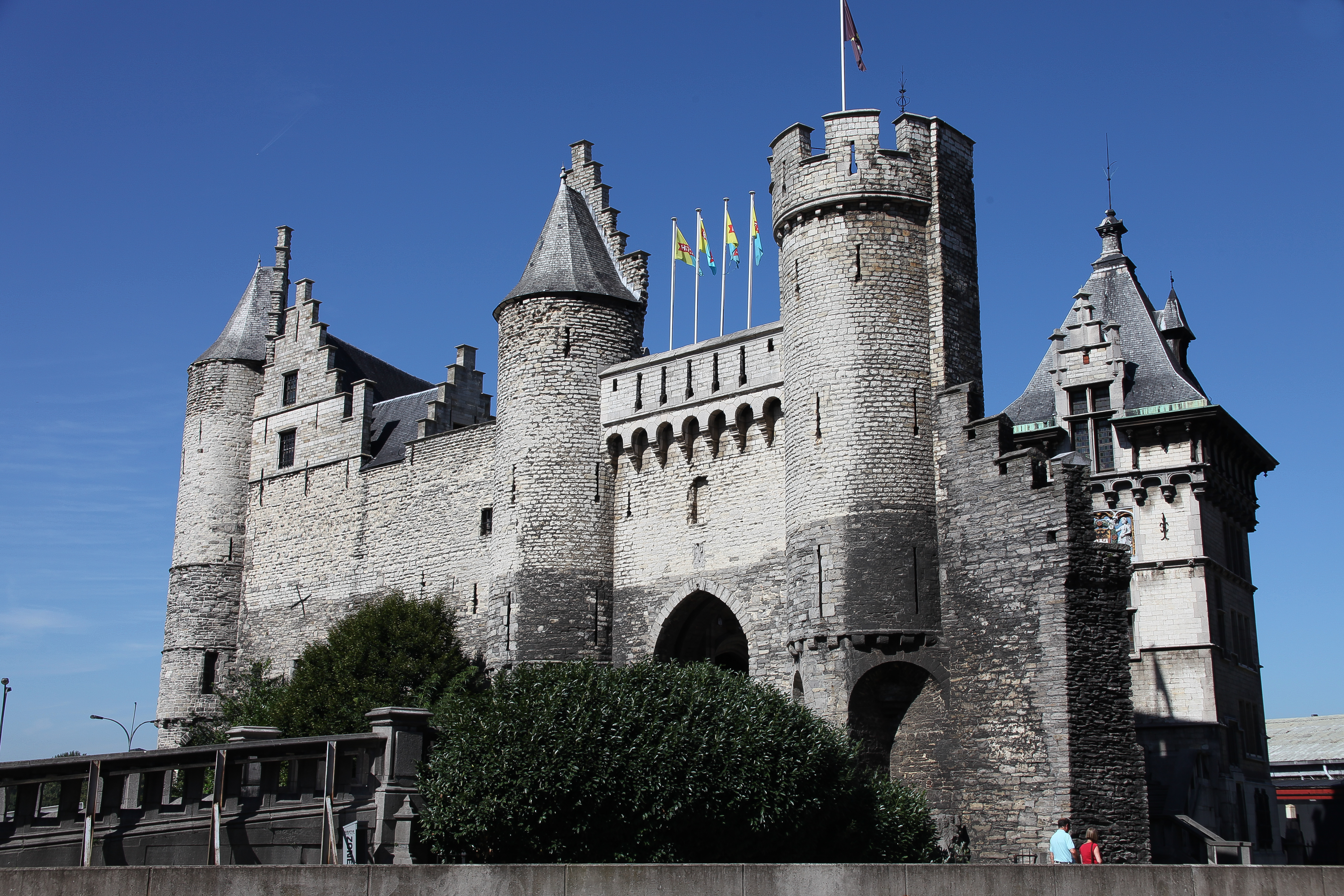
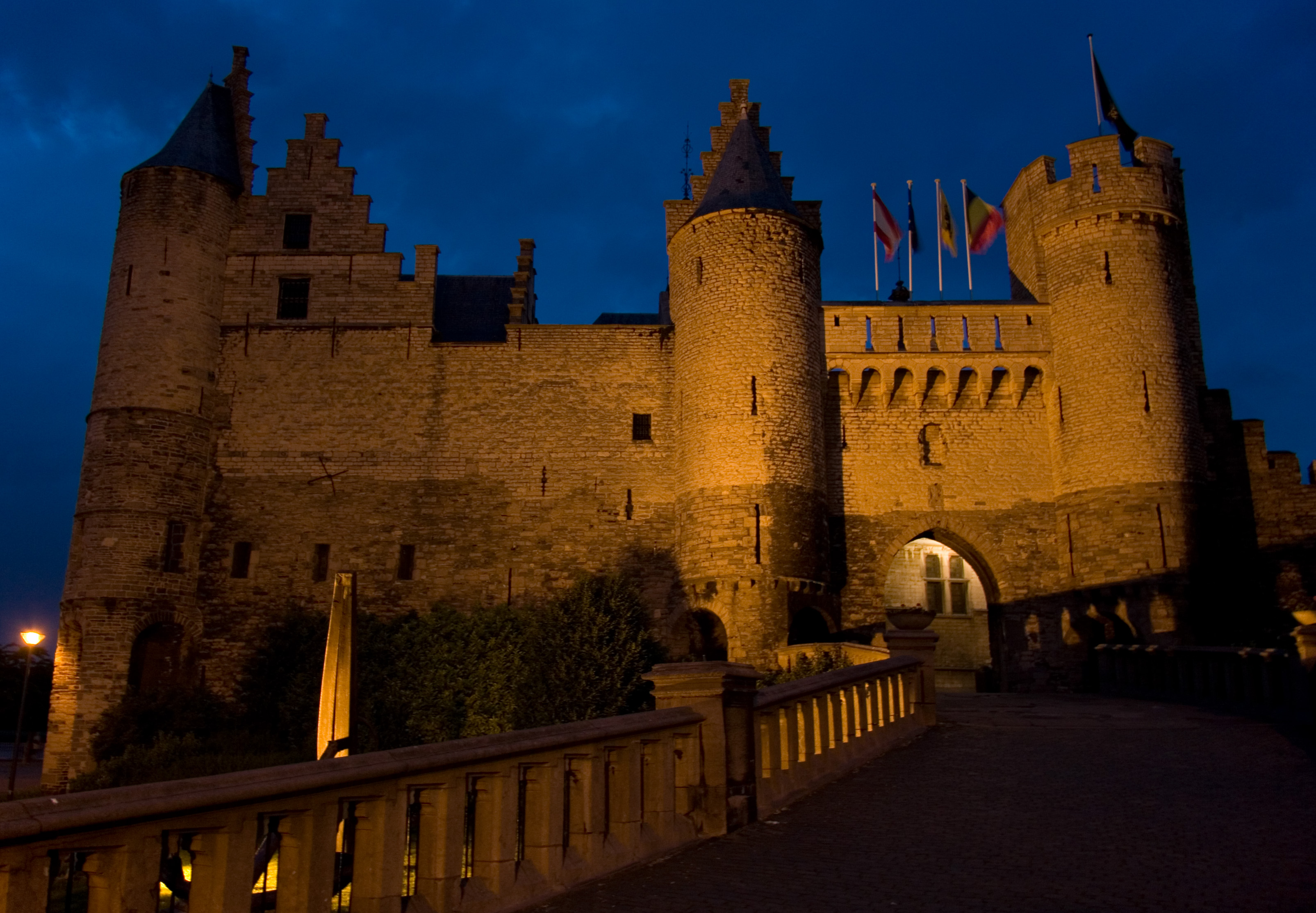
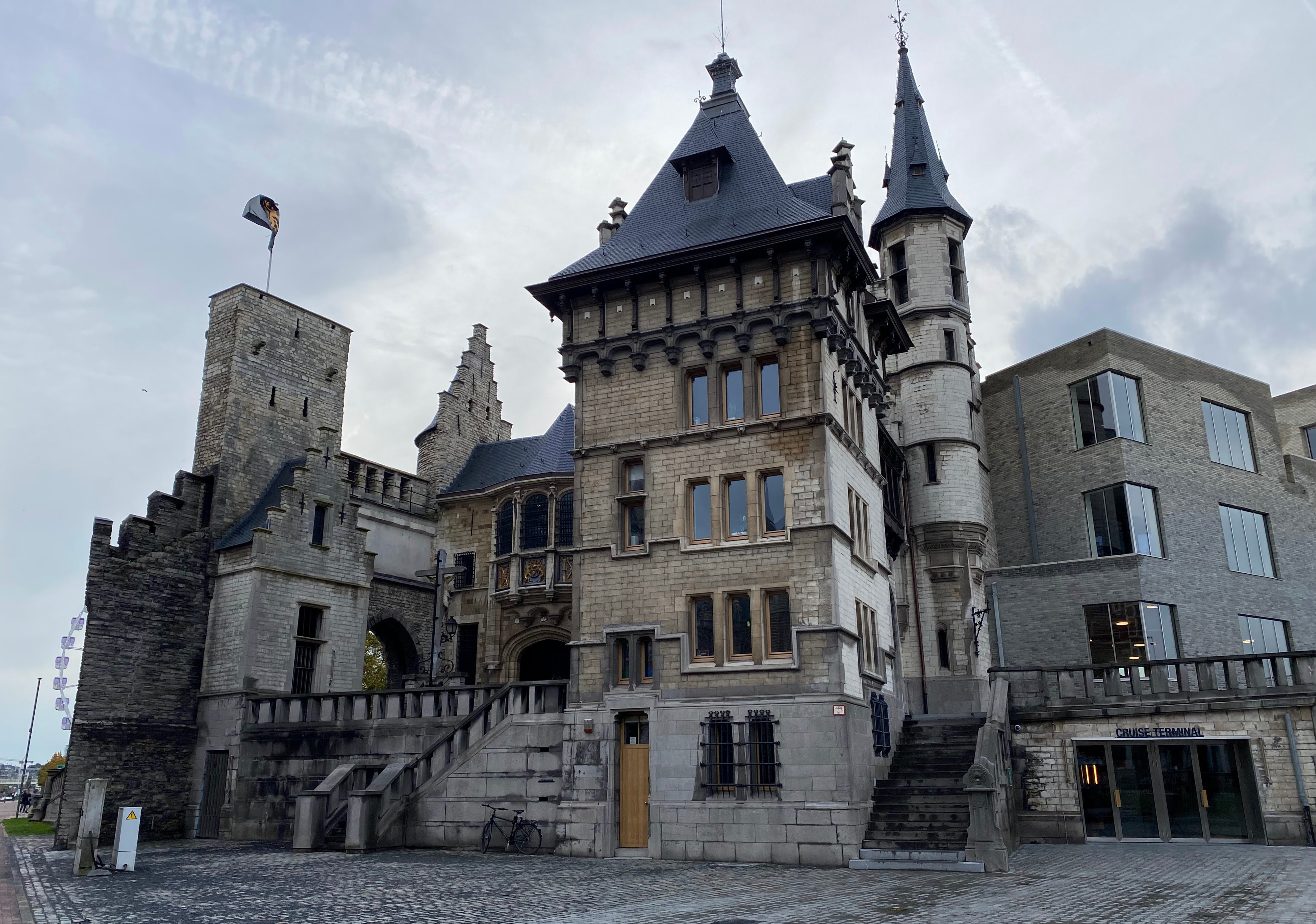

## Lohengrin
Die 1850 uraufgeführte Oper Lohengrin von Richard Wagner spielt um das Jahr 933 in der Burg zu Antwerpen.
Zu Beginn des ersten Aufzugs sitzt König Heinrich der Vogler auf einer Aue am Ufer der Schelde unter einer Gerichtseiche, um Heerschau für die Ungarnabwehr und Gerichtstag in der Gaugrafschaft Brabant zu halten. Die von Telramund des Mordes an ihrem Bruder beschuldigte Fürstentochter Elsa von Brabant soll in einem Gerichtskampf verteidigt werden, um ein Gottesurteil zu erwirken. Elsa hofft, ihr werde ein gottgesandter Streiter zur Seite stehen, den sie im Traum gesehen habe. Auf königlichen Aufruf meldet sich zunächst kein Kämpfer für Elsa. Erst als sie selbst betet, erscheint ein Boot, das von einem Schwan gezogen wird. Darauf steht ein fremder Ritter, der Schwanenritter, in heller Rüstung. Dieser will nicht nur für Elsa streiten, sondern hält zugleich um ihre Hand an – aber nur wenn er nie nach seinem Namen und seiner Herkunft befragt werde. Es kommt zum Zweikampf, in dem der Unbekannte (Lohengrin) den Grafen von Telramund besiegt.

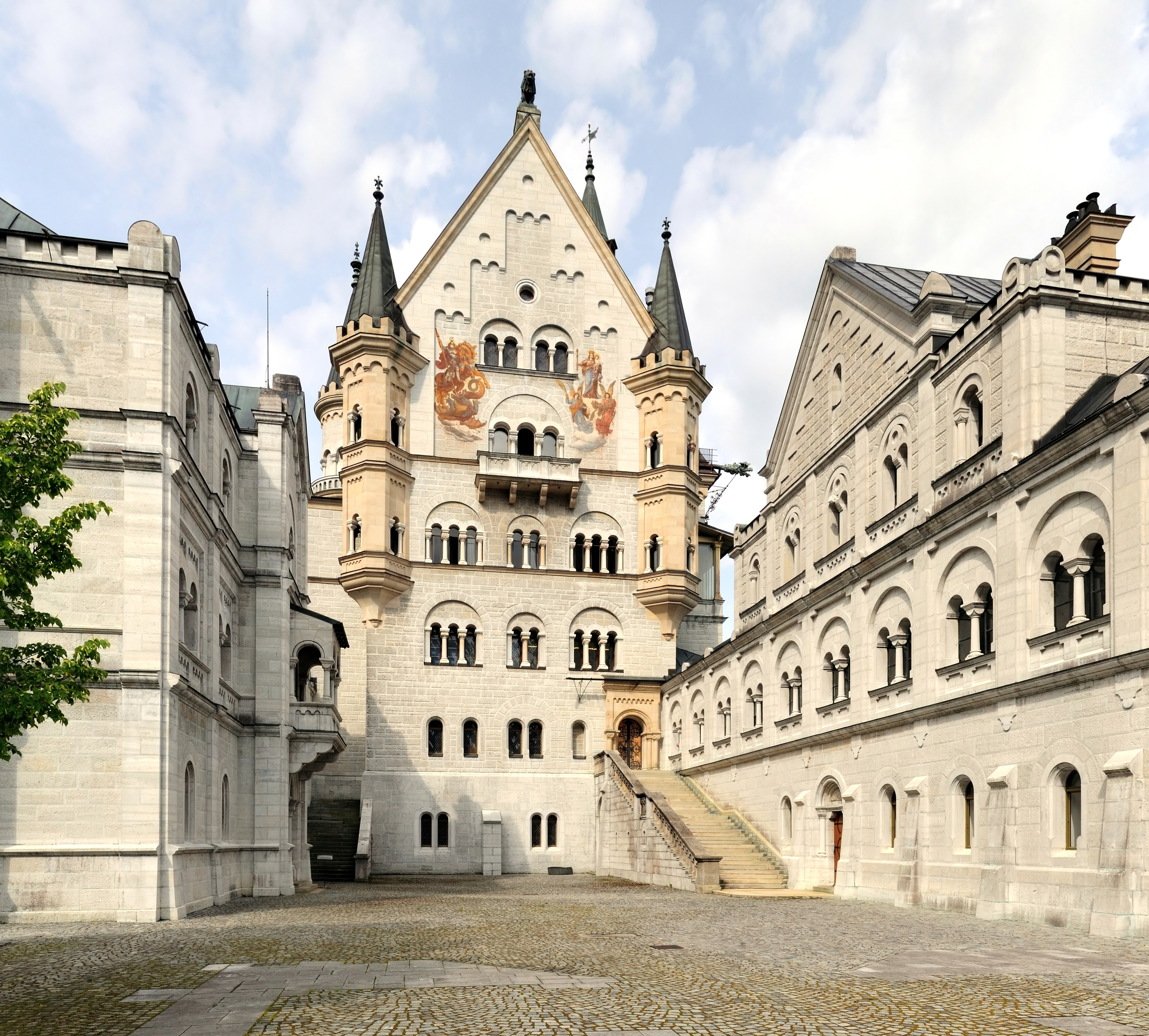
Schloss Neuschwanstein: Innenhof mit Kemenate, Palas und Ritterhaus nach dem Vorbild und als Szenerie der Burg Antwerpen aus Lohengrin

Der zweite Aufzug beginnt vor der Burg, als Telramund und seine Frau Ortrud zum Balkon der Kemenate hochblicken, wo Elsa, die sich auf ihre Hochzeit vorbereitet, erscheint. Wagners Regieanweisung lautet: „In der Burg von Antwerpen. In der Mitte des Hintergrundes der Palas (Ritterwohnung), links im Vordergrunde die Kemenate (Frauenwohnung); rechts im Vordergrunde die Pforte des Münsters; ebenda im Hintergrunde das Turmtor. Es ist Nacht. Die Fenster des Palas sind hell erleuchtet; aus dem Palas hört man jubelnde Musik, Hörner und Posaunen klingen lustig daraus her.“ Ortrud begehrt und erhält Einlass in die Burg. Kurz danach ertönen Trompetensignale von den Türmen, als der Heerrufer des Königs die Brabanter zusammenruft. Aus der Burg bewegt sich später auch der Brautzug mit Elsa hinüber zur Kathedrale. Der dritte Aufzug spielt zuerst im Brautgemach der Burg, dann vor ihr mit einer Volksversammlung.
Als König Ludwig II. von Bayern 1869 das Schloss Neuschwanstein von Bühnenbildnern als „Freundschaftstempel für Wagner“ entwerfen ließ, gruppierten sie die Gebäude nach den Regieanweisungen: links die Kemenate (mit einem überdachten Balkon für Elsa), mittig der Palas und rechts das Ritterhaus sowie die (nie erbaute) Schlosskapelle um einen engen, rechtwinkligen Hof nach dem Vorbild der Burg Steen, um als Kulisse die Lohengrin-Aufzüge zu vergegenwärtigen.